# Maxim (cantante)
Maxim, in precedenza Maxim Reality, pseudonimo di Keith Andrew Palmer (Peterborough, 21 marzo 1967), è un cantante britannico, cofondatore del gruppo britannico The Prodigy.

## Primi anni
Maxim nasce a Peterborough, il più giovane di sette figli e frequenta la Jack Hunt School a Peterborough. Comincia a cantare a 14 anni. A 17 anni fa il suo primo concerto a Basingstoke. Con Ian Sherman, un amico musicista di Nottingham forma Maxim and Sheik Yan Groove, dove Sherman scrive la musica e Maxim le parole. Dopo aver registrato alcuni pezzi senza grande successo, il progetto si scioglie. Grazie ad un amico di nome Ziggy gli viene offerto un posto in un nuovo gruppo, The Prodigy e accetta.

## Carriera

### The Prodigy
Dapprima utilizzato nei concerti del gruppo, la sua presenza fu così importante che venne incorporato nell'album di debutto del gruppo del 1992, Experience. Maxim inoltre cantò nei brani Poison da Music for the Jilted Generation (1994), in Breathe e Mindfields, gli ultimi due tratti da The Fat of the Land del 1997. Sebbene non sia apparso nell'album Always Outnumbered, Never Outgunned, Maxim ha continuato a registrare e ad esibirsi con il gruppo.

### Da solista
A causa dei continui tour con i The Prodigy, Maxim non ha prodotto molto materiale solista. Ha prodotto Dog Day sul promo XL Against the Grain. Il 9 agosto 1999 Maxim ha pubblicato l'EP My Web, composto da cinque brani. Nel 2000 ha collaborato con Skin degli Skunk Anansie per la canzone Carmen Queasy, che rimane il suo maggiore successo solista. Ha prodotto un secondo singolo, "Scheming", l'11 settembre e l'album Hell's Kitchen il 2 ottobre 2000.
Ha prodotto un secondo album Fallen Angel nel 2005 con un singolo I Don't Care, senza grande successo.

## Discografia

### Da solista
Album in studio
- 2000 – Hell's Kitchen
- 2005 – Fallen Angel
- 2019 – Love More

Extended play
- 1994 – Grim Reaper EP
- 1999 – My Web

Singoli
- 2000 – Carmen Queasy
- 2000 – Scheming
- 2005 – I Don't Care
- 2016 – 808 (ft. Cianna Blaze)
- 2016 – Wolf (ft. Cianna Blaze)
- 2016 – Respect
- 2016 – Unstoppable (feat. Audra Nishita & YT)
- 2016 – Revolution (feat. YT)
- 2016 – U Ready (feat. Daddy Freddy)
- 2017 – Baddest Breed (ft. Cianna Blaze)
- 2019 – Feel Good

### Con i The Prodigy
- 1992 – Experience
- 1994 – Music for the Jilted Generation
- 1997 – The Fat of the Land
- 2005 – Their Law: The Singles 1990-2005
- 2009 – Invaders Must Die
- 2011 – World's on Fire
- 2015 – The Day Is My Enemy
- 2018 – No Tourists